# Thomas Brandlmeier
Thomas Brandlmeier (* 1950) ist ein Filmwissenschaftler, der bis Ende 2015 am Deutschen Museum in München tätig war. Er ist zudem Biochemiker sowie Film- und Ausstellungskurator.

## Biographie
Nach einem Studium der Physik, Chemie und Biologie an der Münchner Ludwig-Maximilians Universität promovierte er dort 1981 über Phytochrom-Chromophore. 1980 Strukturaufklärung des Phytochrom-Chromophors in der Hellrot-Form. Zugleich war Brandlmeier von 1973 bis 1980 Geschäftsführer des Vereins der Freunde des Münchner Filmzentrums und veröffentlichte sei Anfang der 1970er Jahre Fachartikel zu  Themen der Filmgeschichte und Filmästhetik. Ebenfalls in München studierte er Amerikanistik, Theaterwissenschaft, Kommunikationswissenschaft und Slavistik und habilitierte sich in Medienwissenschaften an der Universität Siegen. Er hat Sonderausstellungen am Deutschen Filmmuseum Frankfurt und am Stadtmuseum München kuratiert. Seit 1994 arbeitete er im Deutschen Museum in München, wo er die Hauptabteilung Ausstellungsbetrieb leitete. Dort hat er 2001 die  Ausstellung Lernort Museum und 2004 Fellini ex machina kuratiert und in der Schriftenreihe Meisterwerke aus dem deutschen Museum eine Reihe der technischen, physikalischen und chemischen Dauerausstellungen dargestellt.
Brandlmeier befasst sich wissenschaftlich sowohl mit Filmgeschichte als auch mit Filmtechnik und betrachtet Film im Kontext von Technik und Ästhetik. Unter anderem hat er sich stark für Formen des Grotesken und Melodramatischen, den deutschen Film der Weimarer Republik, NS-Zeit und Nachkriegszeit sowie die Entwicklung der Kameratechnik interessiert. Aus seiner langjährigen Bewunderung für den portugiesischen Regisseur Manoel de Oliveira resultierte 2010 sein Buch Manoel de Oliveira und das groteske Melodram, eines der wenigen deutschsprachigen Werke zum Portugiesischen Film. Einige seiner frühen Artikel, so 1976 „Der Volkssänger als Volksfeind“ zu Karl Valentin oder 1983 „Rechter Geschmack am NS-Film“ zur aktuellen Rezeption in der Bundesrepublik, sind unter dem Pseudonym André Gerely erschienen.

## Schriften (Auswahl)
- Umweltprobleme der Industriegesellschaft. Ihre Darstellung in Industrie- und Lehrfilmen. München 1973.
- (als André Gerely) Harold Lloyd. München 1978.
- Die Phytochrom-Chromophore. Biochemische Eigenschaften und Wechselwirkungen mit dem Apoprotein. Dissertation, München 1981.
- Filmkomiker. Die Errettung des Grotesken. S. Fischer Verlag, Frankfurt 1983, ISBN 3-596-23690-8.
- Genre des Alptraums. Die amerikanischen Filme der 'schwarzen Serie' 1941–1953. Amerikainstitut, München 1985.
- Die Ufa. Auf den Spuren einer großen Filmfabrik Berlin, 1987, Elefanten Press Verlag, ISBN 3885202255
- Fantômas. Beiträge zur Panik des 20. Jahrhunderts. Verbrecher Verlag, Berlin 2007, ISBN 978-3-935843-72-0.
- Kameraautoren. Technik und Ästhetik. Schüren Verlag, Marburg 2008, ISBN 978-3-89472-486-3.
- Manoel de Oliveira und das groteske Melodram. Verbrecher Verlag, Berlin 2010, ISBN 978-3-940426-53-6.
- Film noir. Die Generalprobe der Postmoderne. Edition text + kritik, München 2017, ISBN 978-3-86916-599-8.
- Douglas Sirk und das ironisierte Melodram. Edition text + kritik, München 2022, ISBN 978-3-96707-610-3.
- Der französische Film. Edition text + kritik, München 2023, ISBN 978-3-96707-907-4.